# 이장훈 (영화 감독)
이장훈( 1973년 ~ )는 대한민국의 영화 감독이자 영화 각본가이다.

## 작품목록
- 2018년 《지금 만나러 갑니다》(각본&감독)
- 2021년 《기적》(각본&감독)